# Duitsland (Epcot)

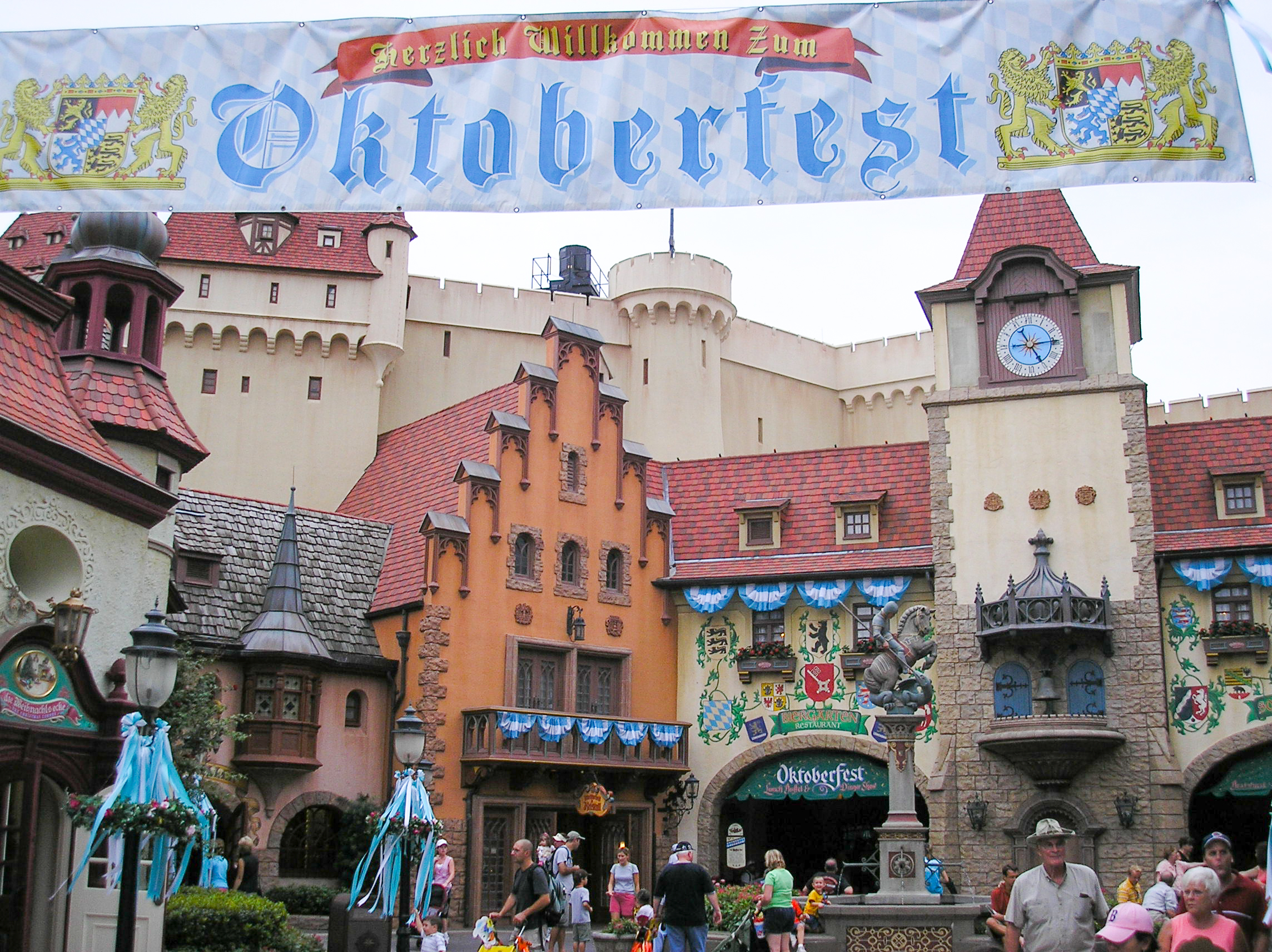
Binnenkomst van het paviljoen

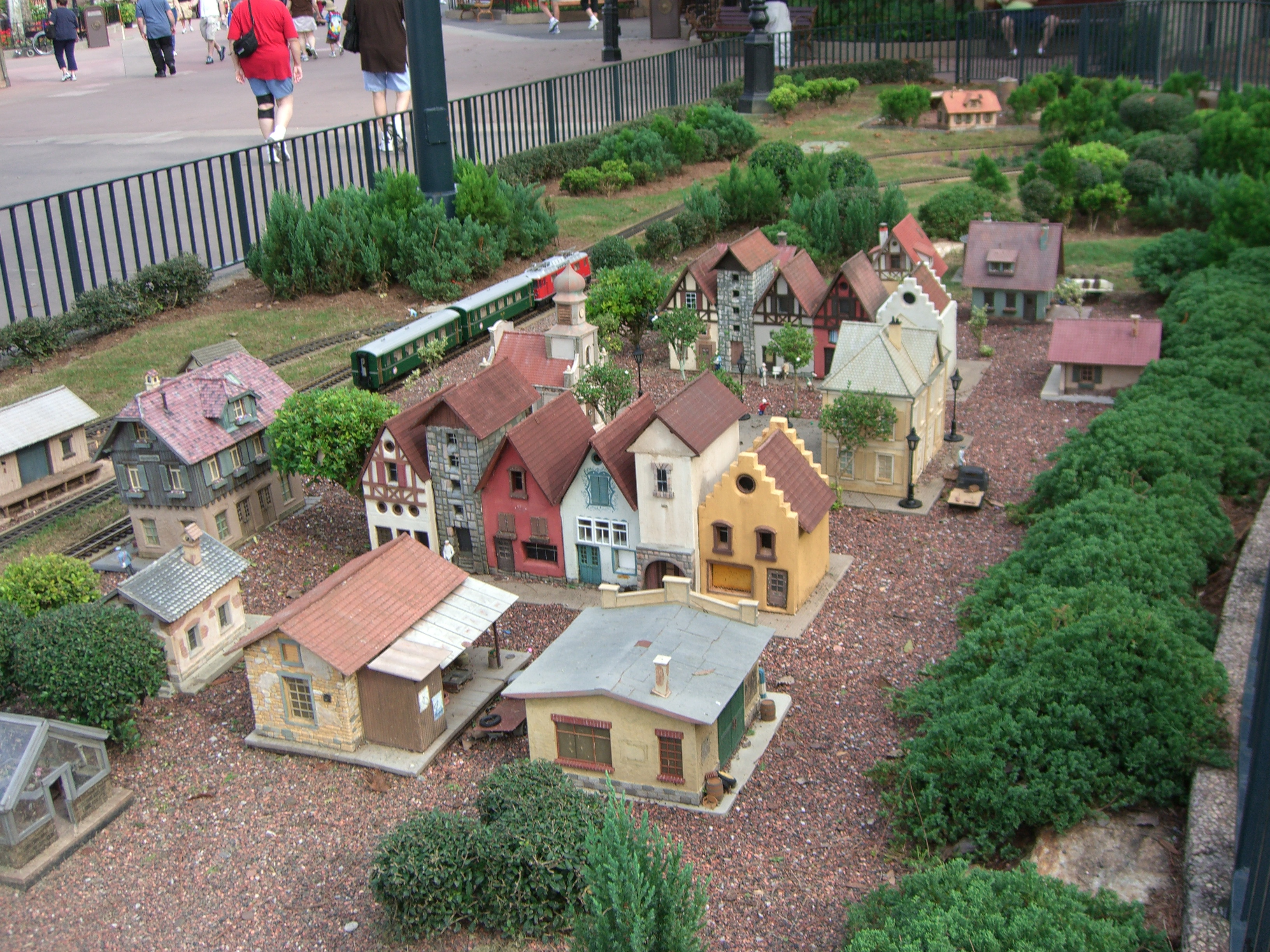
Het miniatuurdorpje met treintjes

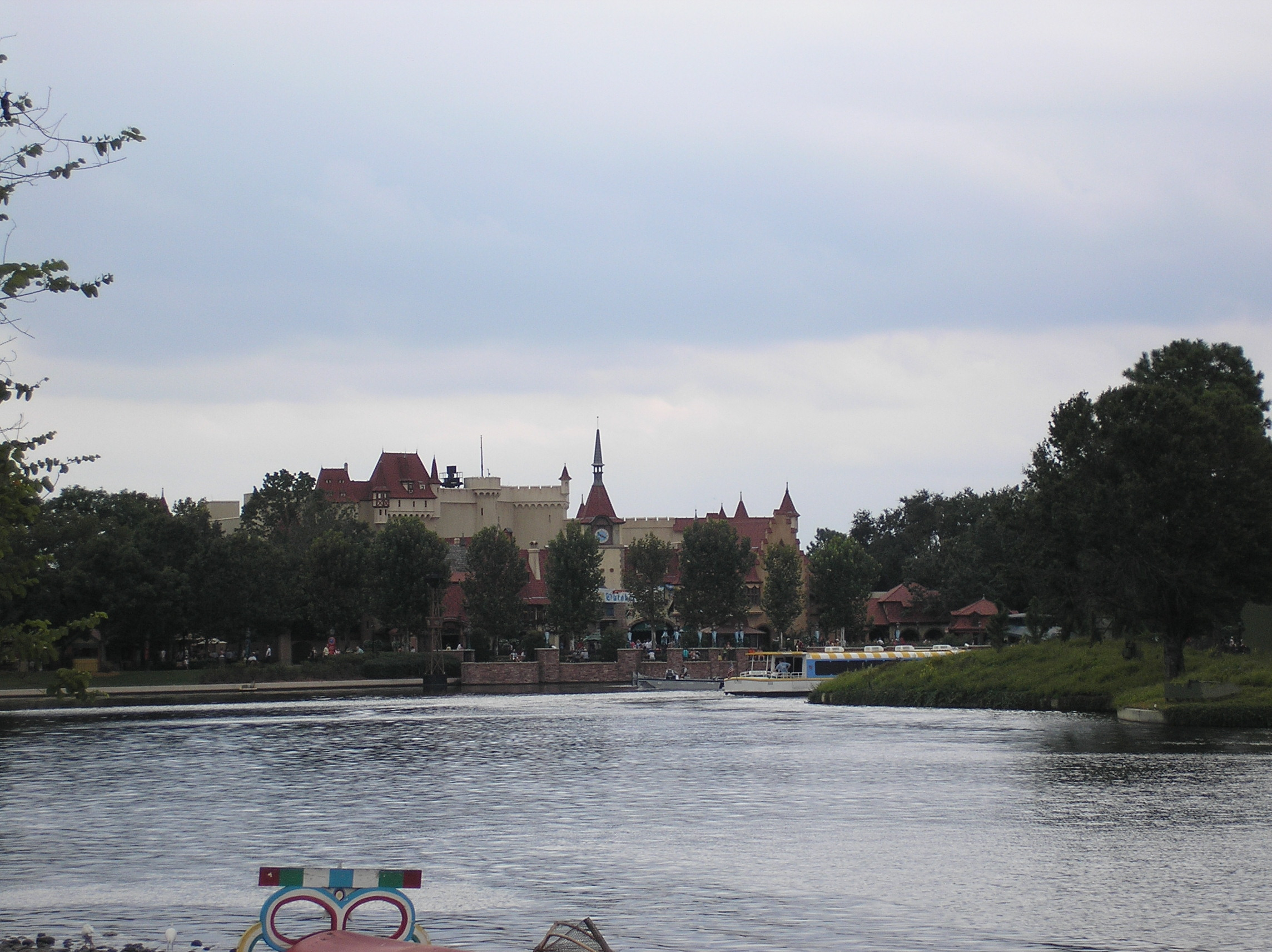
Zicht op het Duitse paviljoen vanaf Showcase Plaza

Het paviljoen van Duitsland is een themagebied in het Amerikaanse attractiepark Epcot. Het thema van dit gebied is georiënteerd rondom Duitsland en maakt deel uit van het grotere themagebied World Showcase. Het gebied werd geopend op 1 oktober 1982, tezamen met het park zelf.

## Geschiedenis
Het originele ontwerp voor het paviljoen bevatte een boottochtje op de Rijn. Een van de thema's waar het zich op zou richten was Duitse folklore, zoals ook gedaan is bij de attracties in het Mexicaanse en Noorse paviljoen. Volgens het jaarrapport van de The Walt Disney Company uit 1976 zou de rit er als volgt uitzien:
"... a cruise down Germany's most famous rivers - the Rhine, the Tauber, the Ruhr and the Isar. Detailed miniatures of famous landmarks will also be seen, including one of the Cologne cathedral."
(Nederlands: ...een tochtje op de beroemdste rivieren van Duitsland - de Rijn, de Tauber, de Roer en de Isar. Gedetailleerde miniaturen van bekende dingen zullen ook te zien zijn, waaronder de Dom van Keulen.)
Hoewel het gebouw wel gebouwd werd, kwam de attractie niet op tijd klaar voor de opening van het park. De rit werd daarom verschoven naar de tweede fase van de uitbreidingen van het park. Om onnodige kosten echter te vermijden, liet Disney elke attractie voor de tweede fase van de uitbreidingen voor wat ze waren. Ze besloten dat ze alleen gerealiseerd zouden worden als het land van het paviljoen zelf zou sponsoren. Omdat er niet genoeg geld binnenkwam is het gebouw tot op de dag van vandaag in gebruik als opslagruimte. De eerste hal van het gebouw is echter nog wel in gebruik als restaurant Biergarten. De rest van de ruimte is in gebruik voor opslag van voertuigen en pauzeplek voor medewerkers.

## Beschrijving
Het hoofdgedeelte van het paviljoen is vormgegeven als een stereotypisch Duits dorpsplein, met gebouwen in bouwstijlen uit verschillende gebieden van het land. Dit plein is toegankelijk middels een korte straat vanaf de promenade rondom het World Showcase Lagoon. Links aan deze straat ligt bakkerij- en snoepwinkel Karamel-Küche, waar producten met Werther's Original worden verkocht. Rechts aan de straat ligt souvenirwinkel Das Kaufhaus, een gebouw dat een replica is van de koophal in Freiburg im Breisgau. Midden op het dorpsplein is een standbeeld te vinden van Joris en de draak. Op de kopse kant van het dorpsplein ligt het gebouw van het Biergarten Restaurant, waarvoor een klokkentoren te vinden is. Aan de achterzijde van deze klokkentoren is horecapunt Sommerfest gehuisvest. Van de Karamel-Küche tot aan het Biergarten Restaurant liggen achtereenvolgens de souvenirwinkels Die Weihnachts Ecke, Stein Haus, Weinkeller en Kunstarbeit in Kristall. Van het Biergarten Restaurant tot Das Kaufhaus liggen achtereenvolgens de souvenirwinkels Der Teddybär, Volkskunst en My Heritage Books. Achter het gebouw van Das Kaufhaus is een toilettencomplex te vinden.
Langs de promenade om het World Showcase Lagoon, achter Das Kaufhaus, is tevens een gebied te vinden met een miniatuurstadje, waardoorheen modeltreintjes rijden. Dit was oorspronkelijk ontworpen voor het Epcot Flower and Garden Festival, maar is uiteindelijk permanent gebleven. Op de promenade is ook een kiosk waar producten van glas worden verkocht: de souvenirwinkel Glaskunst. Daarnaast ligt in het Duitse paviljoen een opstapplaats voor de veerboten over het World Showcase Lagoon, die gasten naar Showcase Plaza brengt.
In het paviljoen lopen regelmatig Sneeuwwitje en haar zeven dwergen rond uit de film Sneeuwwitje en de zeven dwergen. Deze film was geïnspireerd op het sprookje door de Duitse gebroeders Grimm.

## Faciliteiten
| - Miniatuurtrein en -dorpje - Ontmoetingen met Sneeuwwitje en de zeven dwergen - Oktoberfest Musikanten - Karamel-Küche - Sommerfest - Biergarten Restaurant | - Das Kaufhaus - Der Teddybär - Die Weihnachtsecke - Glaskunst - Kunstarbeit in Kristall - My Heritage Books - Stein Haus - Volkskunst - Weinkeller |

## Trivia
- De werknemers in het paviljoen die in contact komen met de gasten komen oorspronkelijk uit Duitsland zelf. Disney regelt via haar internationale programma's dat werknemers bij haar paviljoens ook de nationaliteit hebben van dat paviljoen.[1]